# Portrait de l'écrivain en animal domestique
 (février 2017).
Si vous disposez d'ouvrages ou d'articles de référence ou si vous connaissez des sites web de qualité traitant du thème abordé ici, merci de compléter l'article en donnant les références utiles à sa vérifiabilité et en les liant à la section « Notes et références ».
Portrait de l'écrivain en animal domestique est un roman de Lydie Salvayre publié le 23 août 2007 aux éditions du Seuil et ayant été sélectionné pour le Prix Renaudot et pour le Prix Goncourt la même année.

## Éditions
- Lydie Salvayre, Portrait de l'écrivain en animal domestique, éditions du Seuil, coll. « Fiction & Cie », Paris, 2007, 240 p.,  (ISBN 9782020873536), (BNF 41099246)
- Lydie Salvayre, Portrait de l'écrivain en animal domestique, Éditions Points, Paris, 2009, 213 p.,  (ISBN 2757811568), (BNF 41454008)